# Leone Leoni
Ne doit pas être confondu avec Leone Leoni (roman).
Pour les articles homonymes, voir Leoni.

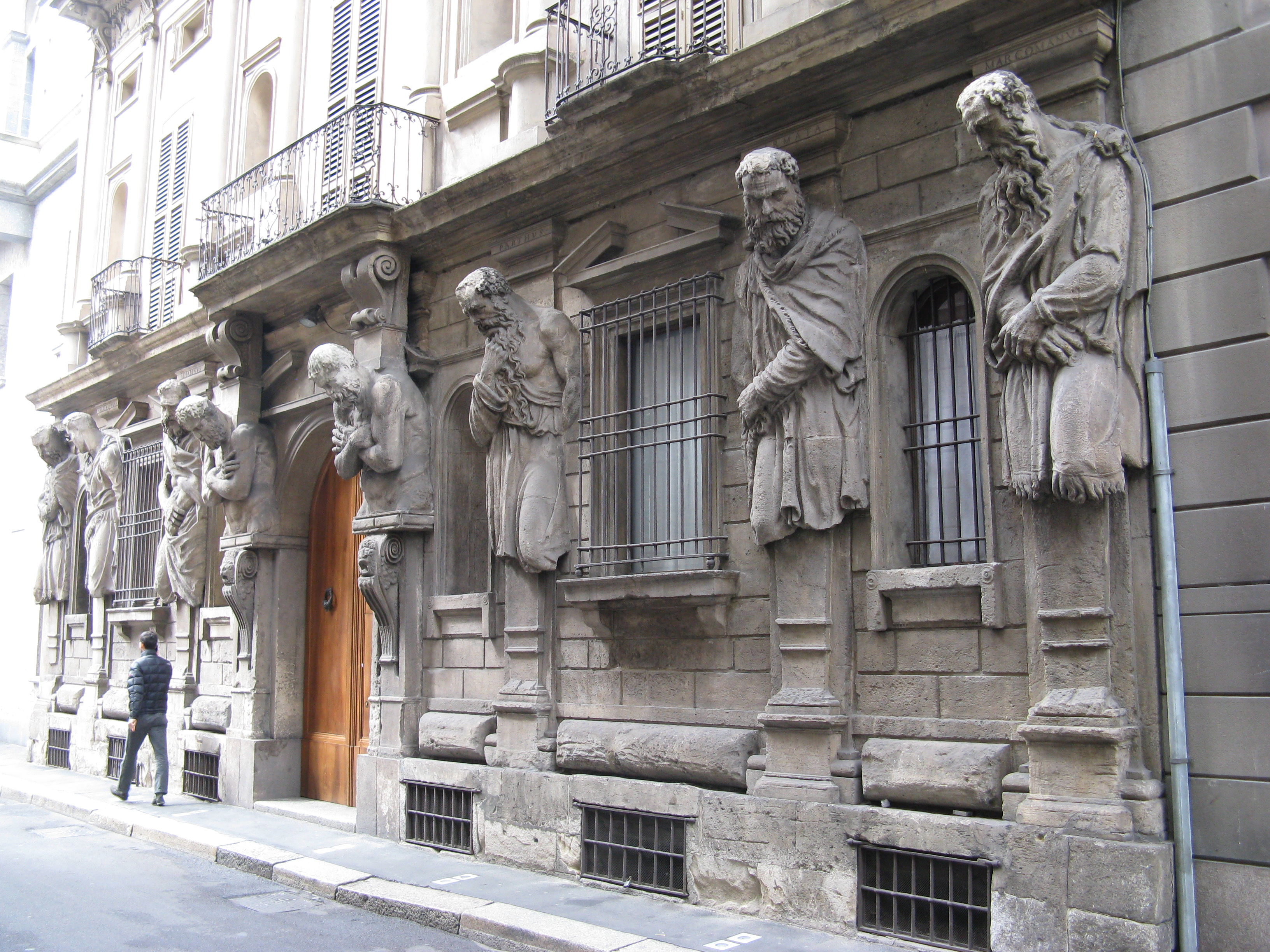
La Casa degli Omenoni à Milan.

Leone Leoni dit Leone Aretino (Menaggio, env. 1509 – Milan, 22 juillet 1590) est un sculpteur maniériste italien qui fut également collectionneur d'art. Il est crédité pour avoir importé dans la péninsule ibérique le maniérisme de Florence.

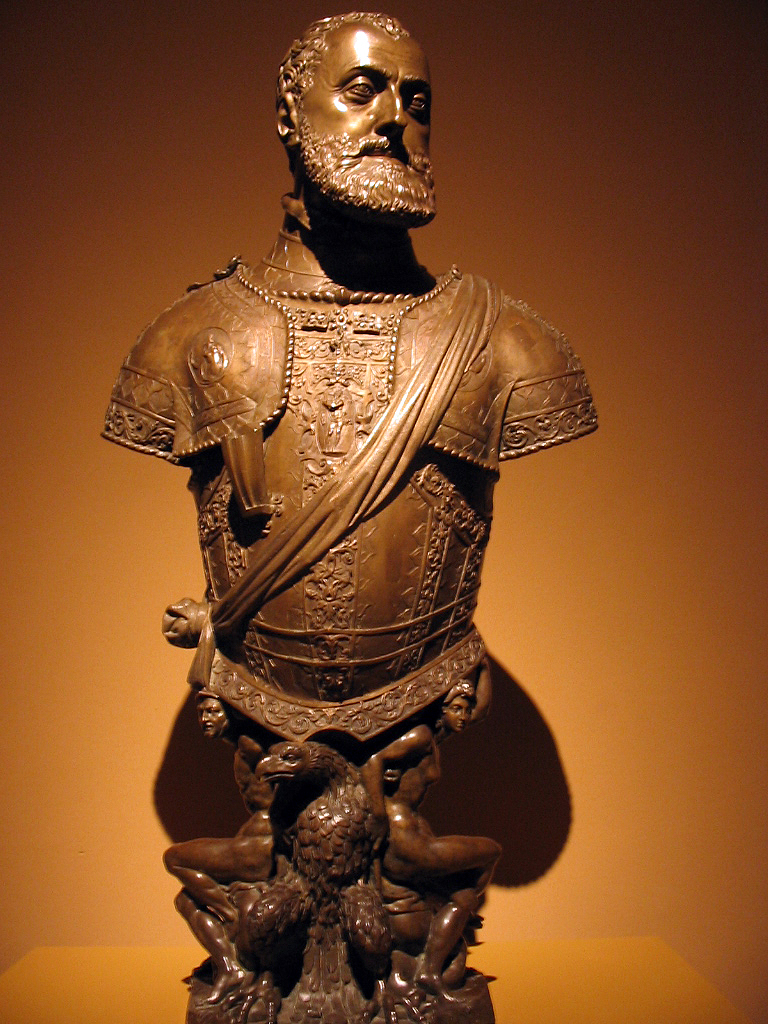
Leone et Pompeo Leoni, buste de Charles Quint, 1553.

## Biographie
S'il naît en Lombardie, sa famille est originaire d'Arezzo (patrie de Vasari). Il se forme à Venise comme sculpteur, graveur et ciseleur de gemmes en s'imprégnant de l'art de Jacopo Sansovino, mais son œuvre traduit le maniérisme toscan. 
Grâce à Pietro Aretino, il entre dans le cercle du Titien. Après l'arrestation de Benvenuto Cellini en 1538, il est nommé joaillier de la cour pontificale, mais en 1540, convaincu d'une conspiration contre un concurrent, il perd son titre et est emprisonné. André Dofia le sort cet imbroglio.
En 1542, il s'établit à Milan, obtient la charge de graveur auprès de la cour impériale et travaille pour Charles Quint, pour qui il crée plusieurs statues de bronze, le suivant en Flandre et en Bavière. En 1551, il est reçu par Antoine Perrenot de Granvelle et lui grave plusieurs médailles le représentant en Neptune calmant les flots irrités. À la demande de Pie IV, il réalise le tombeau de Gian Giacomo Medici (Giacomo Medechino) au dôme de Milan.
En 1550, son fils Pompeo rejoint son atelier.

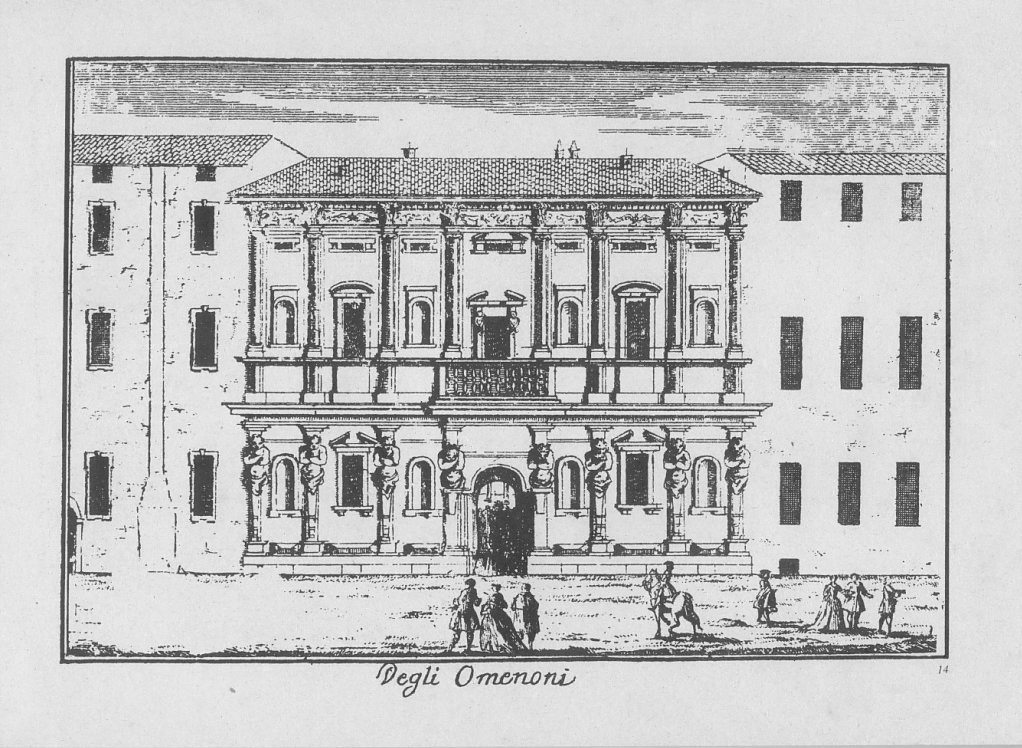
Casa degli Omenoni.

Il fonde à Milan une école de sculpture perpétuée par son fils Pompeo et constitue une riche collection d'art dans son habitation, la Casa degli Omenoni qu'il se fit construire.

## Œuvres
| Photo                      | Nom                                                  | Lieu           | Description                                                                        |
| -------------------------- | ---------------------------------------------------- | -------------- | ---------------------------------------------------------------------------------- |
|                            | Statue de Charles Quint                              | Musée du Prado |                                                                                    |
|                            | Charles Quint et la fureur                           | Musée du Prado | 1551-1564                                                                          |
| Maître-autel de l'Escurial | Maître-autel de l'Escurial                           | Escurial       | Tombeaux de Charles Quint et Philippe II, fontes effectuées à Milan 1582-1587      |
|                            | Tombeau du marquis de Marignano, Gian Giacomo Medici | Dôme de Milan  |                                                                                    |
|                            | Tombeau de Vespasiano Gonzaga                        | Sabbioneta     |                                                                                    |
|                            | Il Ferrante Gonzaga domina l'Invidia                 | Guastalla      |                                                                                    |
|                            | La Calunnia                                          | Milan          | Sculpture d'un satyre dévoré par les lions sur la façade de la Casa degli Omenoni. |

Leone Leoni réalise de nombreuses médailles au style chargé mais révélateur des goûts de la société arisctocratique milanaise d'alors.

### Pages liées
- Maniérisme
- Pompeo Leoni (1530-1608), fils de Leone Leoni